# A Fair Exchange
A Fair Exchange é um filme mudo norte-americano de 1909 em curta-metragem, do gênero drama, dirigido por D. W. Griffith, baseado no romance Silas Marner de George Eliot.